# Pseudomyrmex adustus
Pseudomyrmex adustus es una especie de hormiga del género Pseudomyrmex, subfamilia Pseudomyrmecinae. Fue descrita por Borgmeier en 1929.
De distribución neotropical.